# 近世朝鮮語
近世朝鮮語（きんせいちょうせんご）あるいは近代朝鮮語（きんだいちょうせんご）とは、17世紀以降の朝鮮語を指す。河野六郎の定義によれば、近世朝鮮語は文禄の役（1592年）以降、現代に至るまでの朝鮮語を指すが、20世紀以降の言語を「現代朝鮮語」と呼ぶ場合が多い。
韓国では通常「近代国語」と「現代国語」を区分する。「近代国語」は壬辰倭乱（文禄の役；1592年）から開化期（19世紀末）までの朝鮮語を指す。近年では近世朝鮮語研究の深化に伴い、18世紀中葉を境にして「前期近代国語」と「後期近代国語」に分ける傾向にある。
本項目では、近世朝鮮語のうち現代の言語を除いた17世紀～19世紀の言語の特徴について概観する。なお、本文中の朝鮮語のローマ字表記法は、福井玲方式の翻字である。現代朝鮮語に用いられないハングルのローマ字への翻字に関しては、「中期朝鮮語」の項を参照。

## 音韻

### 子音
16世紀までその痕跡を保っていた語中の有声音 ㅸ [β]、ㅿ [z]、ㅇ [ɦ] は17世紀には見られない。ㅸ は [w] に変化し、ㅿ と ㅇ は音価を失った。中期朝鮮語において ㄹㅇ [lɦ] という音連続であったものは、近世朝鮮語に入り ㄹㄹ [ll] に変化した。
- 놀애 ＞ 놀래 （歌；現代語「노래」）

初声の合用並書は17世紀初めに混乱が見られ、このころに初声の位置における複子音が消滅し濃音へ移行したものと見られる（後述「表記法」参照）。
近世朝鮮語期に特徴的な音変化として、口蓋音化がある。舌音（ㄷ、ㅌ など）・牙音（ㄱ、ㅋ など）の直後に母音 /i/ および半母音 /j/ が来ると、ㅈ、ㅊ などの歯茎硬口蓋音になる現象が17世紀後半より見られ、18世紀に一般化する。
- 디새 ＞ 지새 （瓦；現代語「기와」）

近世朝鮮語においては、歯音の口蓋音化も起こる。歯音（ㅅ、ㅈ、ㅊ など）は、中期朝鮮語においては非口蓋音 [s]、[ts]、[tsʰ] などであったが、これらの音は18世紀に母音 /i/ および半母音 /j/ の直前で口蓋音化して [ɕ]、[tɕ]、[tɕʰ] などとなり、19世紀に入って他の母音の直前においても口蓋音化する。
語頭において母音 /i/ および半母音 /j/ に先んじる ㄴ が脱落する現象（頭音法則）は、18世紀後半から見られる。

### 母音
母音 ㆍ（アレア）は16世紀に第2音節以降において音価を失ったが、第1音節の ㆍ は17世紀に入って音価を失い始め、18世紀後半に変化が完了したと見られる。
ㅐ、ㅔ といった母音は中期朝鮮語では二重母音 [ai]、[əi] と発音されたが、これらの二重母音は18世紀末から19世紀初にかけて現代朝鮮語のように単母音化する。

## 表記法
近世朝鮮語の表記法は、中期朝鮮語期から続く表音主義的な表記法を踏襲している。ただし、成文化された正書法があったわけではないので、表記の方法は慣習的なものであった。それゆえに統一性に欠け、また多様な表記がありえた。

### 激音・濃音の表記
激音の表記に「ᄸ」のように激音字母の左に「ㅅ」を添える表記例が見られる（skoh@ro「鼻で」など）。
濃音の表記は非常に混乱した。「ㅺ，ㅼ，ㅽ，ㅾ」のように平音字母の左に「ㅅ」を添える表記法（ㅅ系合用並書）と、「ㅲ，ㅳ，ㅄ，ㅶ」のように「ㅂ」を添える表記法（ㅂ系合用並書）が一般的であるが、それ以外にも現代の表記法と同様の「ㄲ，ㄸ，ㅃ，ㅆ，ㅉ」（各自並書）も見られる。また、中期朝鮮語において複子音を表記した3字の合用「ㅴ，ㅵ」も近世朝鮮語で見られるが、これらは表記通りに発音したのではなく、単に濃音 /ㄲ/，/ㄸ/ を表したものと推測される。「ㅴ，ㅵ」という表記は懐古主義的な表記法と言えよう。/ㅆ/ 音の表記に至っては「ᄥ」や「ᄴ」といった特異な表記も見られる。

### 語幹と語尾の境界の表記
語幹と語尾の境界における表記法は、中期朝鮮語期にあっては「모미（体が）」のように語幹と語尾を区分せず発音通りにつづる表記法（連綴）がほとんどであった。しかし、近世朝鮮語期には連綴のほかに「몸이（体が）」のように語幹と語尾を区分する表記法（分綴）や、「깁퍼（深く）」のように終声と初声を二重につづる表記法（重綴）といった多様な方法で語幹と語尾の境界が表示された。

## 文法

### 曲用

#### 体言語幹の交替
中期朝鮮語において、語末に ㅎ を持っていた体言（いわゆるㅎ曲用体言）は、近世朝鮮語の前期までその語形を維持していたが、後期になって現代語のように末音の ㅎ が脱落した。語末の ㅎ の一部は現代語において ㅇ [ŋ] で現れる場合がある。
- ᄯᅡᇂ(sdah) ＞ 땅(ttang)（地）
- 집웋(jibuh) ＞ 지붕(jibung)（屋根）

#### 曲用語尾
近世朝鮮語の格語尾の主な特徴は以下の通りである。
1. 主格語尾 -가 が出現する。-가 は17世紀に用例が見え始めるが、当初は母音 /i/ で終わる体言（/ai/ などの二重母音も含む）の後に現れた。
  - b@iga（船が）
2. 属格語尾のうち中期朝鮮語に特徴的だった -ㅅ は、近世朝鮮語期に入り属格としての具体的な機能を失い、現代朝鮮語と同様に合成名詞を形作る「間のs（사이시옷）」として定着する。
3. 処格に関しては、中期朝鮮語において分布がはっきりと分かれていた -애/-에 と -@i/-yi が近世朝鮮語に至って混同されるようになる。また、母音調和による区分も混乱が次第に見られ、19世紀には処格が -에 にほぼ統合される。
4. 中期朝鮮語では与格に多様な異形態が存在したが、近世朝鮮語では非尊敬形 -@igei/-yigei、尊敬形 -sgyi に統合されてゆく。
5. 中期朝鮮語の呼格のうち尊敬形 -하 は近世朝鮮語において消滅し、 -아/-야 のみが残った。

### 活用

#### 用言活用の交替
近世朝鮮語において ㅸ [β]、ㅿ [z] が朝鮮語の音韻から消滅したため、中期朝鮮語において語幹末に終声 ㅸ を有していた用言は /ㅸ/ 音が /w/ に変化し、終声 ㅿ を有していた用言は /ㅿ/ が完全に脱落した。このようにして、現代朝鮮語に見られるㅂ変格用言、ㅅ変格用言が近世朝鮮語期に形成された。
中期朝鮮語に存在したいわゆる「意図法」 -오-/-우- は近世朝鮮語において消滅する。

#### 敬語
用言の活用においては、尊待法・待遇法といった敬語表現に顕著な変化が見られる。尊待法のうち、尊敬接尾辞 -시- はそのまま維持されたが、謙譲接尾辞は後ろに付く語尾類と融合して1つの語尾と化し謙譲の意味を失い、全体で丁寧の意味を担うようになった。中期朝鮮語における丁寧の接尾辞 -qi- も、他の語尾類と融合し固有の形と意味を失った。
- -s@bn@qida（謙譲＋現在＋丁寧＋語尾） ＞ -s@bn@ida ＞ -s@bnyida ＞ -sybnida（-습니다）

#### 時制・相
現在接尾辞 -n@- が終止形語尾 -다 の直前において、母音が脱落して -ㄴ- と現れる。現代語の現在終止形 -ㄴ다 はここに遡る。
現代語の過去接尾辞 -았-/-었- は中期朝鮮語の -아잇-/-어잇-～-앳-/-엣-～-앗-/-엇- に遡るが、中期朝鮮語では完了の意味として用いられていたこれらの形は、近世朝鮮語では過去を表す形として用いられるようになった。
時相接尾辞のうち -거- と -더- は、中期朝鮮語においては尊敬接尾辞 -시- の直前に来るのが一般的であったが、近世朝鮮語においては -시- の直後に来て -시거-、-시더- という順序になる。この順序は現代朝鮮語も同様である。

#### 意志・推量
意志・推量を表す -겠- は近世朝鮮語期に形成されたが、その起源についてはいまだ明らかではない。これまでは接続形 -게 あるいは時相接尾辞 -거- に存在詞 잇-（ある）が付いたとする説が有力であったが、文献資料による裏づけが十分でない。近年では、-게 に動詞 h@-（する）の過去形 h@’ias- が付き、それが -게얏- と縮約されて形成されたとする説も唱えられている。

#### 動名詞形
近世朝鮮語の動名詞形（体言形）は現代朝鮮語と同じく -ㅁ である。中期朝鮮語に存在した -옴/-움 は近世朝鮮語期に入り失われた。その一方で、中期朝鮮語では稀であった -기 が、近世朝鮮語になってから多く見られるようになる。